# Plon (herb szlachecki)

Herb

Plon – polski herb szlachecki.

## Opis herbu
Opis zgodnie z klasycznymi regułami blazonowania:
W polu zielonym między dwiema gwiazdami pięciopromiennymi złotymi w pas − takiż snop. Nad tarczą hełm ukoronowany. Labry: zielone podbite złotem.

## Najwcześniejsze wzmianki
Według Ostrowskiego herb rodziny Stodolskich albo Stodulskich z łęczyckiego, pojawił się na dyplomie wydanym przez Heroldię Królestwa Polskiego dla Wiktora, syna Stanisława w 1860.

## Herbowni
Jedna rodzina herbownych:
Stodolski (Stodulski).